# Mare de Déu d'Aguilar
La Mare de Déu d'Aguilar és una ermita al terme municipal d'Os de Balaguer (Noguera) inclosa a l'Inventari del Patrimoni Arquitectònic de Catalunya.
Fou construïda l'any 1791 amb l'ajut dels veïns del poble i també d'alguns devots forasters. Cada segona Pasqua s'hi celebra un aplec. A l'interior de l'ermita s'hi venera la imatge de la Mare de Déu d'Aguilar, talla realitzada després de la Guerra Civil Espanyola.
Ermita d'una sola nau situada als afores del poble d'Os. S'accedeix a dins per una porta de fusta amb arc rebaixat que té una petita finestra a banda i banda. Per sobre la porta una fornícula buida on hi havia la imatge original. Per sobre la fornícula hi ha una finestra amb forma circular. Corona l'ermita una cornisa amb decoració i per sobre una espadanya d'un sol ull amb una petita campana.